# Halser Ilzschleifen
Die Halser Ilzschleifen sind ein Naturschutzgebiet in der niederbayerischen Stadt Passau und der Gemeinde Salzweg im Landkreis Passau.

## Lage
Am nördlichen Stadtrand von Passau unterhalb des Stausees Oberilzmühle wird die aus dem Bayerischen Wald kommende Ilz durch einen Gneis-Ausläufer in ihrem nach Süden zur Donau führenden Lauf aufgehalten. Sie bahnt sich stattdessen in zwei Mäandern ihren Weg durch die weicheren Schiefer-Schichten des Aicha-Halser-Nebenpfahls. Hier liegt der Passauer Stadtteil Hals mit der Burgruine Hals.
Seit Beginn der 1990er Jahre gibt es Bemühungen, über eine Nordtangente die Bundesstraße 12 und die Bundesstraße 85 mit der Bundesautobahn 3 zu verbinden. Dabei würde nördlich der Ilzschleifen eine Brücke den Fluss überqueren. Die Gegner dieses Projekts gründeten im Jahr 1991 die Bürgerinitiative Natur ja – Nordtangente nein! – Verein zur Erhaltung von Ilz- und Gaißatal e. V.
Mit Verordnung vom 17. November 1993 wurde entlang des Flusslaufes das rund 91,5 ha große Naturschutzgebiet Halser Ilzschleifen geschaffen. Es erstreckt sich auf die Ilz, ihre Auen und Teile der begleitenden Hänge. Die Flusslandschaft ist geprägt von einem engen, bewaldeten Tal, aus dem sonnige Felsköpfe ragen.

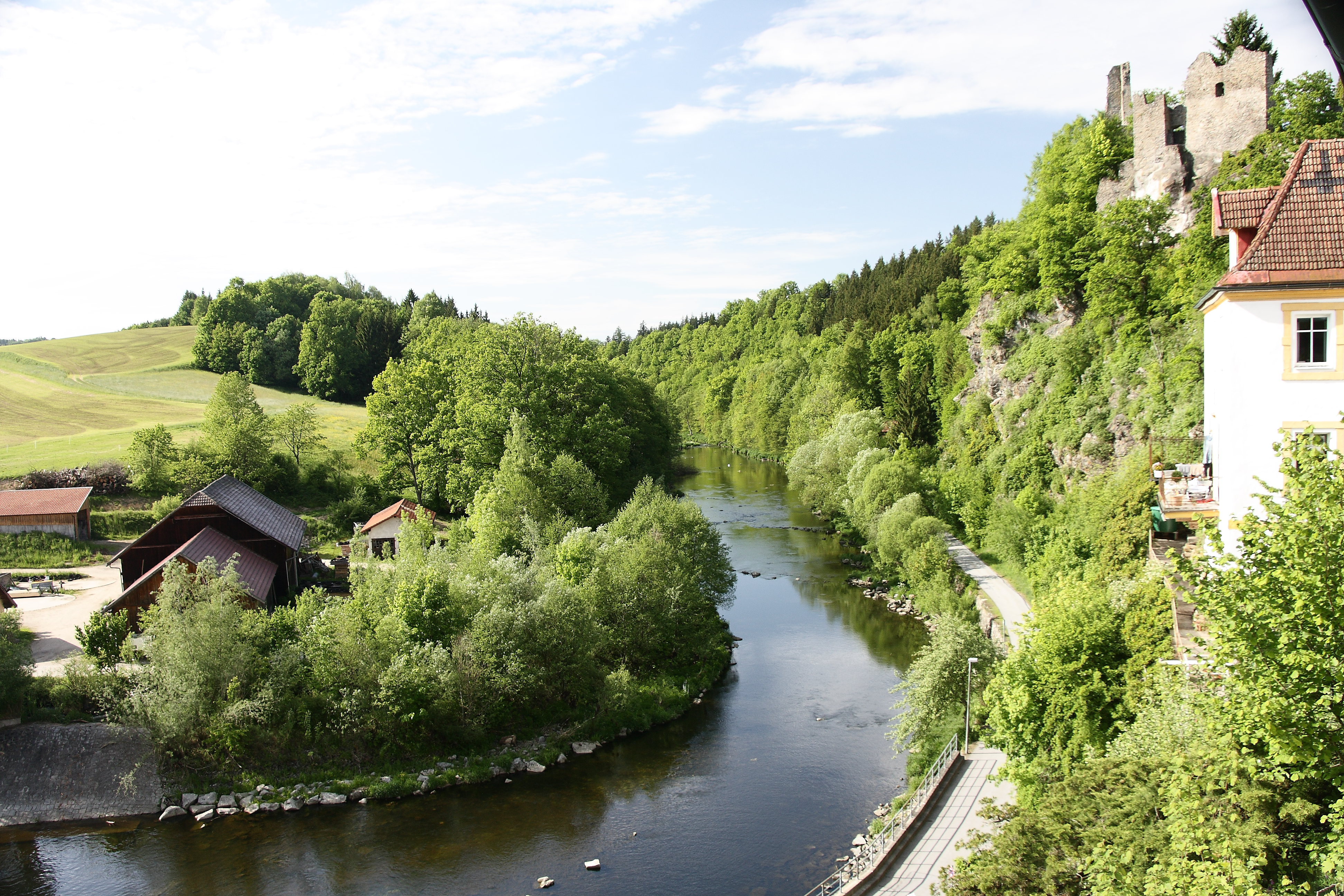
Blick von Hals in Richtung NNW
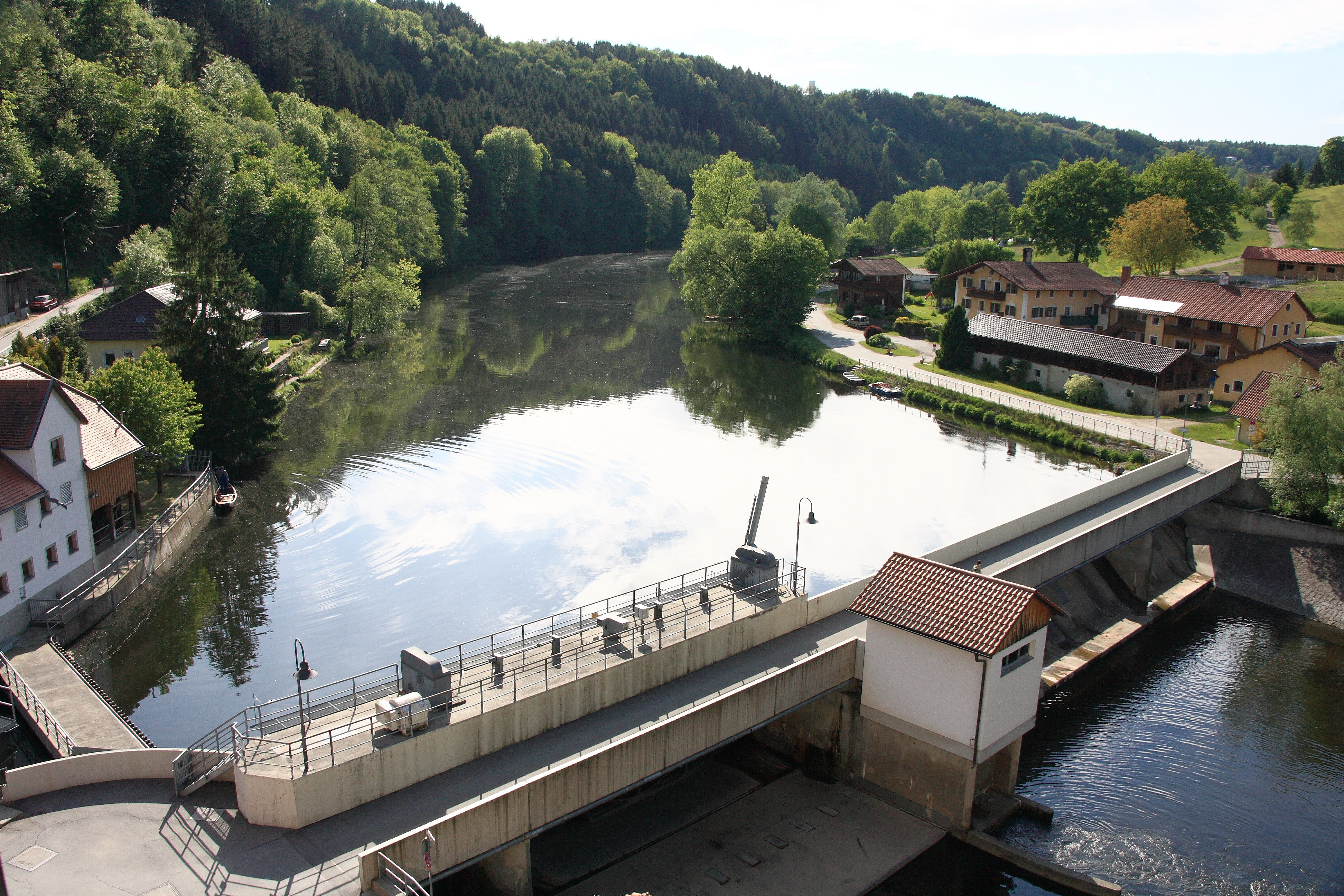
Blick in östlicher Richtung mit dem Wehr des Halser Wasserkraftwerks

## Pflanzen und Tiere
Das Ilzufer wird von Rotbuche, Fichte, Tanne, Schwarzerle, Stieleiche, Hainbuche, Esche, Bergahorn, Spitzahorn und Linden bewachsen. Die größte Pflanzenrarität ist die in Deutschland nur hier vorkommende Zottige Wolfsmilch, andere Besonderheiten sind Weiches Lungenkraut, Weißer Germer, Alpen-Johannisbeere, Gescheckter Eisenhut, Berg-Flockenblume, Sibirische Schwertlilie, Platanenblättriger Hahnenfuß und Österreichische Gemswurz. 
Im Naturschutzgebiet wurden im Jahr 2002 bei einer Bestandsaufnahme 133 Moosarten nachgewiesen, davon 25 Lebermoose und 108 Laubmoose. An den Felswänden wächst die Schwefelflechte. Seltene Tiere sind unter anderem Biber, Fischotter, Schwarzspecht, Wasseramsel und Eisvogel.
Die vom Schwarzwerdenden Geißklee geprägte Felswand am Beginn des Triftsperr-Durchbruchs leitet zu der Pflanzen- und Tierwelt der trocken-heißen Felsköpfe über. Diese werden von Berg-Sesel, Ästiger Graslilie und Weißwurzen besiedelt. An den Felsen der Ruine Hals wachsen Holunder-Schwertlilie, Zimbelkraut und Mauerpfeffer. In den Spalten und Ritzen leben Mauereidechse und Schlingnatter.